# Друга влада Алексе Симића

## Чланови владе
| Функција                                         | Слика              | Име и презиме        | Детаљи                                        |
| ------------------------------------------------ | ------------------ | -------------------- | --------------------------------------------- |
| Књажески представник и попечитељ иностраних дела |                    | Алекса Симић         |                                               |
| Попечитељ внутрени дела                          |                    | Александар Ненадовић | заступник, до 14/26.12. 1854.                 |
| Попечитељ внутрени дела                          |                    | Стеван Книћанин      | до 20.12.1854/1.1.1855.                       |
| Попечитељ внутрени дела                          | Стеван Магазиновић |                      |                                               |
| Попечитељ правосудија и просвештенија            |                    | Лазар Арсенијевић    | привремено, до 14/26.12. 1854.                |
| Попечитељ правосудија и просвештенија            |                    | Алекса Јанковић      | до 21.12.1854/2.1.1855.                       |
| Попечитељ правосудија и просвештенија            | Стефан Марковић    |                      |                                               |
| Попечитељ финансија                              |                    | Паун Јанковић        | до 14/26.12. 1854.                            |
| Попечитељ финансија                              |                    | Александар Ненадовић | привремено до 9/21.12. 1855, а од тада сталан |